# Zona común (videojuegos)

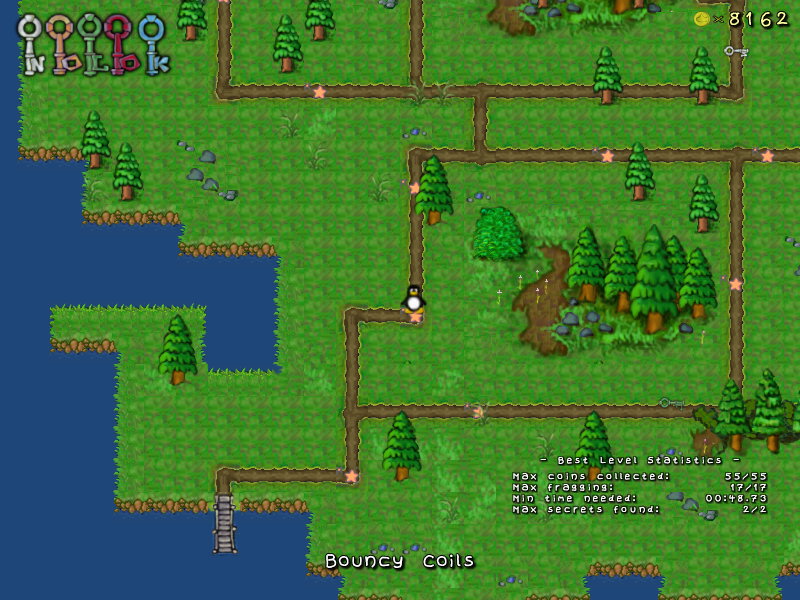
Un ejemplo de mapa del mundo en el juego de plataformas SuperTux (2004).

La zona común o zona de descanso, en un sentido amplio, es el mapa del mundo de un videojuego que interconecta todos sus niveles o ubicaciones. Son más comunes en los juegos de rol, aunque esto no excluye otros géneros de videojuegos, como algunos juegos de estrategia y plataformas.

## Descripción
La zona del mapa del mundo es la que dentro de un videojuego que conecta sus niveles o ubicaciones. El término en inglés «hub world» también se acuña a una zona segura a la que los jugadores regresan con frecuencia, como una ciudad. Son comunes en juegos de aventuras, juegos de rol (RPG), juegos de plataformas y juegos de mazmorras. Los videojuegos multijugador tienen hubs que sirven como centro de interacción con otros jugadores y personajes no jugadores (PNJ).
Estos en los juegos para un jugador se utilizan a menudo para la creación de mundos, mientras que en los juegos multijugador están más destinados al almacenamiento de armas y equipos, así como a reabastecer suministros. Sirven como zonas seguras entre entornos peligrosos o misiones donde los jugadores pueden realizar acciones más pasivas. En Wired y Kotaku se describen como una especie de «hogar» para el jugador dentro del juego. También se han considerado un elemento esencial de los juegos de rol.

## Historia
Los juegos arcade de 1981 Route-16 y 005 fueron de los primeros ejemplos en tener un mapa del mundo. En Route-16, un juego de conducción y laberintos, al salir de un laberinto el jugador va a un gran mapa del mundo que muestra las ubicaciones del jugador, los vehículos, los laberintos y los tesoros. En 005, uno de los primeros juegos de sigilo, los jugadores podían entrar a edificios como pistas de hielo y almacenes desde la pantalla principal para evitar a los enemigos, lo que conducía a diferentes pantallas. La escena final desafía a los jugadores a controlar su helicóptero para escapar y completar el nivel. Apodado «un juego de cuatro pantallas», 005 fue descrito posteriormente como un «RasterScan Convert-a-Game» según The Encyclopedia of Arcade Games.
En Super Mario 64 (1996), el castillo de la Princesa Peach hace este papel. Es un entorno libre de enemigos, haciendo de zona segura donde los jugadores pueden experimentar con su sistema de movimiento y sirve como entrada a todos los demás niveles. Los jugadores son libres de abandonar el castillo cuando lo deseen.

## Diseño de audio
En términos musicales en los videojuegos, las canciones de la zona común del mapa del mundo suelen ser de naturaleza orquestal y de mayor duración y complejidad que otras piezas del mismo juego, debido a la cantidad de tiempo que se pasa en esta pantalla. Como los jugadores generalmente visitarán una esta zona en ocasiones determinadas, la música para cualquier sección de ese tipo del juego normalmente será más corta y/o menos compleja y, por lo tanto, requerirá menos tiempo para que los diseñadores la produzcan. En muchas ocasiones esa canción puede ser el tema principal del juego, utilizado también como motivo para otras pistas.

## Lectura adicional
- Marshalkowski, Benjamin (19 de abril de 2016). «Overworld Overload: An Analysis of Link to the Past's Light World, Part 1». Game Developer. Consultado el 27 de mayo de 2023.
- Marshalkowski, Benjamin (25 de abril de 2016). «Overworld Overload: An Analysis of Link to the Past's Light World, Part 2». Game Developer. Consultado el 27 de mayo de 2023.
- Marshalkowski, Benjamin (13 de mayo de 2016). «Overworld Overload: An Analysis of Link to the Past's Light World, Part 3». Game Developer. Consultado el 27 de mayo de 2023.

- Datos: Q860310